# Pararistolochia ceropegioides
Espèce
Synonymes
- Aristolochia ceropegioides S.Moore[2]
- Pararistolochia ceropegioides (S.Moore) Hutch. & Dalziel (S.Moore) Hutch. & Dalziel (préféré par UICN)[2]

Statut de conservation UICN

 VU A3c : Vulnérable
Pararistolochia ceropegioides (S.Moore) Hutch. & Dalziel est une espèce de plantes à fleurs de la famille des Aristolochiaceae et du genre Pararistolochia, présente en Afrique tropicale.

## Description
C'est une liane ligneuse grimpante pouvant atteindre 15 m de hauteur.

## Distribution
Subendémique, assez commune, mais jugée vulnérable du fait de la déforestation, elle est très présente au Cameroun dans six régions (Nord-Ouest, Sud-Ouest, Littoral, Centre, Sud, Est), et également au Gabon sur trois sites.